# باب چندلر (بازیکن فوتبال)
باب چندلر (انگلیسی: Bob Chandler؛ 15 november 1894 – ۱۹۶۴ (۶۹−۷۰ سال)) بازیکن فوتبال بود.
از باشگاه‌هایی که در آن بازی کرده‌است می‌توان به باشگاه فوتبال استون ویلا اشاره کرد.